# Тьягу Годінью
Тьягу Годінью (порт. Tiago Godinho; нар. 13 серпня 1984) — колишній португальський тенісист.
Найвищу одиночну позицію світового рейтингу — 750 місце досяг 14 липня 2003, парну — 461 місце — 7 червня 2004 року.
Завершив кар'єру 2008 року.

## Фінали за кар'єру

### Цикл турнірів ITF

#### Парний розряд: 5 (2–3)
| Легенда        |
| -------------- |
| Ф'ючерс (1–3)  |
| Сателіти (1–0) |

| Титули за покриттям            |
| ------------------------------ |
| Корт з твердим покриттям (0–2) |
| Ґрунтовий корт (2–1)           |
| Трава (0–0)                    |
| Килим (0–0)                    |

| Титули за типом корту |
| --------------------- |
| Відкритий корт (2–3)  |
| Тенісний корт (0–0)   |

| Результат | Дата | Категорія | Турнір                  | Покриття | Партнер            | Суперники                          | Рахунок       |
| --------- | ---- | --------- | ----------------------- | -------- | ------------------ | ---------------------------------- | ------------- |
| Поразка   | 1974 | Ф'ючерс   | Nonthaburi, Таїланд F2  | Тверде   | Леонарду Таваріш   | Кондо Хірокі Онода Мітіхіса        | 3–6, 2–6      |
| Поразка   | 1967 | Ф'ючерс   | Ханой, В'єтнам F1       | Тверде   | Леонарду Таваріш   | Йоган Дю Рандт Дірк Стеґманн       | 5–7, 6–7(2–7) |
| Перемога  | 1969 | Ф'ючерс   | Лісабон, Португалія F10 | Ґрунт    | Антоніу ван Ґрікен | Жоржі Ларанжейру Леонарду Таваріш  | 6–4, 6–4      |
| Перемога  | 1970 | Сателіти  | Софія, Болгарія 1       | Ґрунт    | Фред Жіл           | Лазар Магдинчев Предраг Русевський | 6–2, 3–6, 7–5 |
| Поразка   | 1997 | Ф'ючерс   | Аліканте, Іспанія F25   | Ґрунт    | Педро Соуза        | Давід Ольїв'єр Карлос Рексач-Ітойс | 5–7, 1–6      |

## Гра за національну збірну

### Кубок Девіса (0–1)
Годінью зіграв один матч в одиночному розряді за збірну Португалії в Кубку Девіса 2002, в якому зазнав поразки.
| Участь у матчах груп |
| -------------------- |
| Світова група (0–0)  |
| Плей-оф СГ (0–0)     |
| Група I (0–1)        |
| Група II (0–0)       |
| Група III (0–0)      |
| Група IV (0–0)       |

| Матчів за покриттям |
| ------------------- |
| Тверде (0–0)        |
| Ґрунт (0–0)         |
| Трава (0–0)         |
| Килим (0–1)         |

| Матчів за розрядом     |
| ---------------------- |
| Одиночний розряд (0–1) |
| Парний розряд (0–0)    |

| Матчів за типом корту |
| --------------------- |
| Закритий корт (0–1)   |
| Відкритий корт (0–0)  |

| Матчів за місцем проведення |
| --------------------------- |
| Португалія (0–0)            |
| За кордоном (0–1)           |

- ▲ ▼ позначає результат матчу на Кубок Девіса, після чого вказано дату, місце проведення і тип покриття тенісного корту.

| Rubber result | Rubber | Тип матчу (партнер, якщо є)                                                                                           | Країна-суперниця | Гравець(вці)-суперник(и)                                                                                              | Рахунок | |
| ▼1–4; 20–22 вересня 2002; Follonica T.C., Фоллоніка, Італія; Плей-оф на вибуття Групи I зони Європа/Африка; Килим (з) | ▼1–4; 20–22 вересня 2002; Follonica T.C., Фоллоніка, Італія; Плей-оф на вибуття Групи I зони Європа/Африка; Килим (з) | ▼1–4; 20–22 вересня 2002; Follonica T.C., Фоллоніка, Італія; Плей-оф на вибуття Групи I зони Європа/Африка; Килим (з) | ▼1–4; 20–22 вересня 2002; Follonica T.C., Фоллоніка, Італія; Плей-оф на вибуття Групи I зони Європа/Африка; Килим (з) | ▼1–4; 20–22 вересня 2002; Follonica T.C., Фоллоніка, Італія; Плей-оф на вибуття Групи I зони Європа/Африка; Килим (з) | ▼1–4; 20–22 вересня 2002; Follonica T.C., Фоллоніка, Італія; Плей-оф на вибуття Групи I зони Європа/Африка; Килим (з) | ▼1–4; 20–22 вересня 2002; Follonica T.C., Фоллоніка, Італія; Плей-оф на вибуття Групи I зони Європа/Африка; Килим (з) |
| --- | --- | --- | --- | --- | --- | --- |
| Поразка | V | Одиночний розряд (Матч без турнірного значення)                                                                       | Італія | Стефано Гальвані | 4–6, 1–6 | |